# Georges Beaume
Georges Beaume, född 12 maj 1861 och död 1940, var en fransk romanförfattare.
Beaume har skapat en lång rad romaner med motiv från Sydfrankrike. De främsta bland dessa är Les vendanges (1894). Beaume har även skrivit novellsamlingen Au pays des cigales (1893), en bok om Languedoc (1923) och en studie över Villa Medici i Rom (1924).